# Люди-тіні
«Люди-тіні» — кінофільм режисера Меттью Арнольд, що вийшов на екрани в 2013 році.

## Зміст
Ведучий радіошоу Чарлі Кроу впізнає в прямому ефірі від одного з радіослухачів про якихось Людях Тіней, які переслідують своїх жертв і стали причиною вже багатьох смертей. Чарлі береться розслідувати так звані «зустрічі» з таємничими створіннями і незабаром сам починає ЇХ бачити.

## Ролі
| Актор           | Роль |
| --------------- | ---- |
| Даллас Робертс  | -    |
| Елісон Іствуд   | -    |
| Енн Дудек       | -    |
| Марія Боннер    | -    |
| Метті Ліптак    | -    |
| Крістофер Беррі | -    |
| Джонатан Барон  | -    |
| Тоні Шина       | -    |
| Річі Монтгомері | -    |
| Марко Ст. Джон  | -    |

## Знімальна група
- Режисер — Меттью Арнольд
- Сценарист — Меттью Арнольд, Тревіс Рукс
- Продюсер — Майкл Оуховен, Олександр Фінк, Роб Бейкер
- Композитор — Корі Уоллес